# 萩原町東宮重
萩原町東宮重（はぎわらちょうひがしみやしげ）は、愛知県一宮市の地名。

## 地理

### 字一覧
- 一ノ縄（いちのなわ）[WEB 6]
- 江北（えきた）[WEB 6]
- 上祢宜屋（かみねぎや）[WEB 6]
- 北沖（きたおき）[WEB 6]
- 北東沖（きたひがしおき）[WEB 6]
- 下祢宜屋（しもねぎや）[WEB 6]
- 平（たいら）[WEB 6]
- 長原（ちようばら）[WEB 6]
- 中島方（なかしまがた）[WEB 6]
- 西北沖（にしきたおき）[WEB 6]
- 西屋敷（にしやしき）[WEB 6]
- 祢宜屋（ねぎや）[WEB 6]
- 蓮原（はすわら）[WEB 6]
- 東沖（ひがしおき）[WEB 6]
- 東屋敷（ひがしやしき）[WEB 6]

### 河川・池沼
- 光堂川

### 交通
- 愛知県道14号岐阜稲沢線
- 愛知県道513号一宮西中野線

### 施設
- 一宮市萩原老人福祉センター

## 歴史

### 沿革
- 慶長年間 - 西宮重村の青山九蔵らによる新田開発により成立[1]。
- 1889年（明治22年） - 合併に伴い、中島村大字東宮重となる[1]。
- 1906年（明治39年） - 合併に伴い、萩原町大字東宮重となる[1]。
- 1955年（昭和30年） - 合併に伴い、一宮市萩原町東宮重となる[1]。

### 人口の変遷
国勢調査による人口および世帯数の推移。
| 1995年（平成7年）  | 57世帯 251人 |  |
| 2000年（平成12年） | 64世帯 258人 |  |
| 2005年（平成17年） | 74世帯 470人 |  |
| 2010年（平成22年） | 88世帯 453人 |  |
| 2015年（平成27年） | 76世帯 423人 |  |
| 2020年（令和2年）  | 78世帯 401人 |  |

### WEB
1. ↑  “愛知県一宮市の町丁・字一覧”.   人口統計ラボ. 2024年4月20日閲覧。
2. 1 2  総務省統計局 (2022年2月10日). “令和2年国勢調査の調査結果(e-Stat) - 男女別人口，外国人人口及び世帯数－町丁・字等” (CSV). 2023年8月2日閲覧。
3. ↑  “読み仮名データの促音・拗音を小書きで表記するもの(zip形式) 愛知県” (zip).   日本郵便 (2024年2月29日). 2024年3月26日閲覧。
4. ↑  “市外局番の一覧” (PDF).   総務省 (2022年3月1日). 2022年3月22日閲覧。
5. ↑  “ナンバープレートについて”.   一般社団法人愛知県自動車会議所. 2024年1月21日閲覧。
6. 1 2 3 4 5 6 7 8 9 10 11 12 13 14 15  “愛知県一宮市萩原町東宮重の住所一覧”.   ゼンリン. 2024年8月1日閲覧。
7. ↑  総務省統計局 (2014年3月28日). “平成7年国勢調査の調査結果(e-Stat) - 男女別人口及び世帯数 －町丁・字等” (CSV). 2021年7月20日閲覧。
8. ↑  総務省統計局 (2014年5月30日). “平成12年国勢調査の調査結果(e-Stat) - 男女別人口及び世帯数 －町丁・字等” (CSV). 2021年7月20日閲覧。
9. ↑  総務省統計局 (2014年6月27日). “平成17年国勢調査の調査結果(e-Stat) - 男女別人口及び世帯数 －町丁・字等” (CSV). 2021年7月21日閲覧。
10. ↑  総務省統計局 (2012年1月20日). “平成22年国勢調査の調査結果(e-Stat) - 男女別人口及び世帯数 －町丁・字等” (CSV). 2021年7月21日閲覧。
11. ↑  総務省統計局 (2017年1月27日). “平成27年国勢調査の調査結果(e-Stat) - 男女別人口及び世帯数 －町丁・字等” (CSV). 2021年7月21日閲覧。

### 書籍
1. 1 2 3 4  「角川日本地名大辞典」編纂委員会 1989, p. 1123.